# Mese a halott cárkisasszonyról és a hét vitézről
A Mese a halott cárkisasszonyról és a hét vitézről (oroszul: Сказка о мёртвой царевне и о семи богатырях) Alekszandr Szergejevics Puskin 1833-ban keletkezett verses tündérmeséje, amely a Grimm fivérek Hófehérke című meséje nyomán íródott. Puskin birtokolt egy francia fordítást a Grimm testvérek mesegyűjteményéből. Létezik a történetnek egy vázlata, de ez nem nagyon hasonlít az elkészült műre. Magyarul először Áprily Lajos fordításában jelent meg 1953-ban a Mese Szaltán cárról című kötetben, amely az Ifjúsági Könyvkiadó gondozásában került kiadásra.

## Történet
|  | Alább a cselekmény részletei következnek! |

Egy várandós cárné távollévő urát várja. Eltelik kilenc hónap és megszületik a cárleány, szilveszter éjszakán. A cár éppen hazatér, de későn, mert neje a szülés után meghal. Idővel a cár újra megnősül, egy gyönyörű és okos, ám gonosz és hiú nőt vesz el. A nőnek van egy varázstükre, amelytől mindig megkérdi, ki a legszebb. A cárlány ezalatt felnő és világszép lánnyá serdül. Jeliszej királyfi jegyese lesz, készülődnek a menyegzőre. A cárné megkérdezi tükrét ismét, mire az a cárlányt vallja a legszebbnek. A cárné egy bizalmas szolgájának megparancsolja, vigye ki a cárlányt az erdőbe és ott egy fához kötözve hagyja magára. A szolgának nincs szíve megtenni. A cárlány sokáig bolyong az erdőben, míg rátalál egy házra. Kiderül, hogy hét vitéz lakik ott. Befogadják a lányt és húgukként szeretik. Egyszer megkérik, válasszon közülük férjet, mivel nagyon szerelmesek belé, ám a lány nemet mond, mivel ő Jeliszej királyfi mátkája. Eközben a mostoha megtudja tükrétől, a lány életben van és a hét vitéznél él. Beöltözik kolduló apácának és egy mérgezett almával elmegy a cárlányhoz. Az almát odaadja a lánynak, aki beléharap. Mikor a hét vitéz látja, hogy nem él a lány, üvegkoporsóba teszik és elhelyezik egy barlangba. Ezalatt Jeliszej királyfi a lány keresésére indul. Megkérdezi a napot, a holdat, végül a széltől megtudja, hol van a lány. Mikor a koporsóhoz lép bánatban a koporsóra hull. Ettől a lány magához tér. Jeliszej és a cárlány végül összeházasodnak. A mostoha, mikor megtudja, hogy a lány él, összetöri tükrét és dühében meghal. A mese szövege
|  | Itt a vége a cselekmény részletezésének! |

## Feldolgozások
- Mese a halott cárkisasszonyról és a hét vitézről (Сказка о мертвой царевне и семи богатырях) 1951-ben készült, Szovjet, animációs film, rendezte: Ivan Ivanov-Vano
- A cárlány és a hét dalia (Osenniye kolokola) 1979-ben bemutatott, Szovjet, film Vlagyimir Gorikker rendezésében
- Nyikolaj Koljada: Mese a halott cárkisasszonyról (Сказка о мертвой царевне) 1990-ben keletkezett színdarab.